# Hydriomena californiata
Hydriomena californiata là một loài bướm đêm trong họ Geometridae.